# Barrage d'El Aroussia
Le barrage d'El Aroussia est un barrage situé au nord de la Tunisie, sur l'oued Medjerda, en amont de la ville de Tebourba et de l'exutoire en Méditerranée.
El Aroussia est un barrage conçu pour la déviation, à travers un canal, des eaux de la Medjerda vers le cap Bon,, puis vers le Sahel. L'eau déviée est destinée à l'irrigation et à fournir de l'eau potable ainsi qu'à la production d'électricité.